# Liste der Stolpersteine in Rehlingen-Siersburg
In der Liste der Stolpersteine in Rehlingen-Siersburg werden die vorhandenen Gedenksteine aufgeführt, die im Rahmen des Projektes Stolpersteine des Künstlers Gunter Demnig bisher in Rehlingen-Siersburg in den Stadtteilen Hemmersdorf, Niedaltdorf, Siersburg und Rehlingen verlegt worden sind.

## Verlegte Stolpersteine
| Stolperstein | Inschrift | Verlegeort                                     | Name, Leben |
| ------------ | --- | ---------------------------------------------- | --- |
|              | HIER WOHNTE ROSA HANAU JG. 1875 DEPORTIERT 22.10.1940 GURS TOT IM LAGER 6.12.1941                                                                 | Hauptstraße 36 (Standort)                      | Rosa Hanau (1875–1941) geboren am 14. September 1875 in Rehlingen lt. Eintrag Gedenkbuch Todesdatum 6. Dezember 1940                         |
|              | HIER WOHNTE KLARA LEVY JG. 1911 DEPORTIERT 22.10.1940 GURS AUSCHWITZ ERMORDET 31.12.1942                                                          | Dechant-Held-Straße 27 (Standort)              | Klara Levy (1911–1942) geboren am 5. Juni 1911 in Büren                                                                                      |
|              | HIER WOHNTE ISIDOR MICHEL JG. 1894 FLUCHT 1935 FRANKREICH INTERNIERT DEPORTIERT 1943 AUSCHWITZ ERMORDET 15.1.1943                                 | Niedaltdorfer Straße 1 (Standort)              | Isidor Michel (1895–1943) geboren am 4. Januar 1895 in Kerprichhemmersdorf                                                                   |
|              | HIER WOHNTE JOSEPH MICHEL JG. 1877 FLUCHT 1935 FRANKREICH VERHAFTET 1942 BEAUNE LA ROLANDE DEPORTIERT ERMORDET 1942 IN AUSCHWITZ                  | Neunkircher Straße 54 (Standort)               | Joseph Michel (1877–1942) geboren am 2. April 1877 in Niedaltdorf                                                                            |
|              | HIER WOHNTE ROSA MICHEL JG. 1863 FLUCHT 1935 FRANKREICH INTERNIERT DRANCY DEPORTIERT 1942 AUSCHWITZ ERMORDET 26.2.1943                            | Lothringer Straße 131 (Standort)               | Rosa Michel (1863–1943) geboren am 4. August 1863 in Niedaltdorf                                                                             |
|              | HIER WOHNTE ROSA MICHEL GEB. ISAAK JG. 1899 FLUCHT 1935 BELGIEN INTERNIERT WESTERBORK TOT IM LAGER                                                | Neunkircher Straße 57 (Standort)               | Rosa Michel geb. Isaak (1899–1940/45) |
|              | HIER WOHNTE RUTH MICHEL JG. 1926 FLUCHT 1935 BELGIEN INTERNIERT DEPORTIERT 1942 ERMORDET IN AUSCHWITZ                                             | Neunkircher Straße 57 (Standort)               | Ruth Michel (1926–1942/45) |
|              | HIER WOHNTE MARIA MAGDALENA SCHNUBEL JG. 1898 EINGEWIESEN 1938 'HEILANSTALT' BAD SALZUNGEN ERMORDET 30.9.1938                                     | Niedstraße 74 (Standort)                       | Maria Magdalena Schnubel (1896–1939) |
|              | HIER WOHNTE BABETTE SÜSSKIND JG. 1866 DEPORTIERT 1942 THERESIENSTADT TOT 16.10.1942                                                               | Lothringer Straße an der Niedbrücke (Standort) | Babette Süsskind (1866–1942) geboren am 12. August 1866 in Kerprichhemmersdorf                                                               |
|              | HIER WOHNTE JOHANNA SÜSSKIND JG. 1880 DEPORTIERT 1942 RICHTUNG OSTEN IZBICA ERMORDET 1942                                                         | Zum Campingplatz 17 (Standort)                 | Johanna Süsskind (1880–1942) |
|              | HIER WOHNTE SAMUEL SÜSSKIND JG. 1868 DEPORTIERT 1942 THERESIENSTADT TOT 23.9.1942                                                                 | Lothringer Straße an der Niedbrücke (Standort) | Samuel Süsskind (1866–1942) geboren am 10. Januar 1875 in Kerprichhemmersdorf Differenz Geburtsdatum auf dem Stein zum Eintrag im Gedenkbuch |
|              | HIER WOHNTE SIGMUND MICHEL JG. 1892 FLUCHT 1941 BELGIEN INTERNIERT WESTERBORK TOT IM LAGER                                                        | Neunkircher Straße 57 (Standort)               | Sigmund Michel (1892–1941/45) |
|              | HIER WOHNTE JOHANNA TROISPIED JG. 1860 DEPORTIERT 22.10.1940 GURS TOT IM LAGER 6.12.1941                                                          | Niedstraße 31 (Standort)                       | Johanna Troispied (1860–1941) geboren am 15. September 1860 in Büren                                                                         |
|              | HIER WOHNTE MICHEL TROISPIED JG. 1864 DEPORTIERT 22.10.1940 GURS TOT IM LAGER 21.12.1941                                                          | Niedstraße 31 (Standort)                       | Michel Troispied (1864–1941) geboren am 6. Juni 1864 in Büren                                                                                |
|              | HIER WOHNTE JOHANN PETER WILBOIS JG. 1907 INTERNATIONALE BRIGADEN FRANKREICH 1938 VON GESTAPO VERHAFTET 1943 HINGERICHTET 13.5.1944 BERLIN-MOABIT | Neustraße 22 (Standort)                        | Johann Peter Wilbois (1907–1944) |
|              | HIER WOHNTE KAROLINE WIESEN JG. 1892 EINGEWIESEN 1939 'HEILANSTALT' BAD SALZUNGEN ERMORDET 30.9.1939                                              | Siersdorfer Straße 18 (Standort)               | Karoline Wiesen (1892–1939) |
|              | HIER WOHNTE ERHARD NIKOLAUS WOLF JG. 1922 VERHAFTET 1943 NATZWEILER DEPORTIERT ERMORDET 29.2.1944 MAJDANEK                                        | Marxstraße 4 (Standort)                        | Erhard Nikolaus Wolf (1922–1944) |

## Verlegedaten
- 9. März. 2010: Dechant-Held-Straße 27, Hauptstraße 36, Lothringer Straße 131, Lothringer Straße an der Niedbrücke, Niedstraße 31, Niedstraße 74, Siersdorfer Straße 18, Zum Campingplatz 17
- 7. April. 2011: Marxstraße 4, Neustraße 22, Neunkircher Straße 54, Neunkircher Straße 57, Niedaltdorfer Straße 1

Die Stolpersteine für Edmund und Irma Michel, die in der Lothringer Straße verlegt worden sein sollen, konnten im April 2024 nicht verifiziert werden.